# 山本靖貴
山本 靖貴（やまもと やすたか）は、日本の男性アニメーター、アニメ演出家、アニメ監督。愛知県安城市出身。フリー。

## 来歴
じゃんぐるじむに入社し動画を担当。じゃんぐるじむを辞めた後はスタジオコメットに入社し、動画、原画に携わる。『おねがいマイメロディ』で演出助手、スタジオコメットを離れフリーに。トランス・アーツ制作の『韋駄天翔』第34話「再びXゾーンへ!」で絵コンテ・演出デビュー。『吉宗』の第6話「萌えよ婆」などの作品に携わる。その後『ポルフィの長い旅』の助監督を経て、『戦場のヴァルキュリア』で加藤淳プロデューサーに選抜され監督デビューを飾る。
原画をやりながら独自の演出、作品全体のコントロールに目覚め、演出家に転向したという。
学生の頃は美術部の部長を務め、あだ名は「部長」だった。

## 参加作品

### テレビアニメ
1996年
- こちら葛飾区亀有公園前派出所 （動画）

1997年
- さくらももこ劇場 コジコジ （動画）
- 忍ペンまん丸 （動画）

1999年
- クレヨンしんちゃん （動画）
- ビックリマン2000 （動画・動画チェック・原画）
- 鋼鉄天使くるみ （動画）

2001年
- タッチ CROSS ROAD〜風のゆくえ〜 （原画）
- Dr.リンにきいてみて! （動画チェック・原画）
- 星のカービィ （原画）

2002年
- 真・女神転生Dチルドレン ライト&ダーク （原画）
- ホイッスル! （原画）

2003年
- アストロボーイ・鉄腕アトム （原画）
- おもいっきり科学アドベンチャー そーなんだ! （原画）

2004年
- 陸奥圓明流外伝 修羅の刻 （原画）
- スクールランブル （原画）
- マシュマロ通信 （レイアウト）

2005年
- タイドライン・ブルー （原画）
- 甲虫王者ムシキング 森の民の伝説 （原画）
- おねがいマイメロディ （原画・演出助手）
- 韋駄天翔 （絵コンテ・演出）

2006年
- 吉宗 （原画・絵コンテ・演出）
- 妖怪人間ベム （原画・絵コンテ・演出）
- NANA （原画）
- D.Gray-man （絵コンテ）
- ぷるるんっ!しずくちゃん （絵コンテ・演出）

2007年
- 天才? Dr.ハマックス （絵コンテ・演出）
- おおきく振りかぶって （原画・絵コンテ・演出）

2008年
- H2O -FOOTPRINTS IN THE SAND- （演出）
- ポルフィの長い旅 （助監督・絵コンテ・演出）
- xxxHOLiC◆継 （絵コンテ・演出）

2009年
- 夢色パティシエール （絵コンテ）
- 鉄腕バーディー DECODE:02 （絵コンテ）
- 戦場のヴァルキュリア （監督・絵コンテ・演出・原画）

2010年
- ジュエルペット てぃんくる☆ （絵コンテ・演出）
- おおきく振りかぶって 〜夏の大会編〜 （脚本・絵コンテ・演出）
- 侵略!イカ娘 （絵コンテ・演出）

2011年
- 青の祓魔師 （絵コンテ・演出）
- アスタロッテのおもちゃ! （絵コンテ）
- うたの☆プリンスさまっ♪ マジLOVE1000% （絵コンテ・演出）
- BLOOD-C （絵コンテ・演出）
- 侵略!?イカ娘 （監督・脚本・絵コンテ・演出）

2012年
- 黒子のバスケ （絵コンテ）
- カンピオーネ! 〜まつろわぬ神々と神殺しの魔王〜 （絵コンテ・演出）
- ガールズ&パンツァー （絵コンテ・演出）

2013年
- 問題児たちが異世界から来るそうですよ? （監督）
- キューティクル探偵因幡 （絵コンテ・演出）
- サーバント×サービス （監督）
- 俺の脳内選択肢が、学園ラブコメを全力で邪魔している （演出）

2014年
- ヒーローバンク （監督）
- 悪魔のリドル （絵コンテ・演出）

2015年
- 実は私は（監督・絵コンテ）

2016年
- テラフォーマーズ リベンジ（絵コンテ・演出）
- ぼのぼの（原画）
- 甘々と稲妻（絵コンテ）
- 私がモテてどうすんだ（絵コンテ・演出）
- クラシカロイド（絵コンテ）

2017年
- ROBOMASTERS THE ANIMATED SERIES（監督・絵コンテ）
- UQ HOLDER! 〜魔法先生ネギま!2〜（絵コンテ）

2018年
- 火ノ丸相撲（監督・絵コンテ・演出）

2020年
- ネコぱら（監督・音響監督・絵コンテ・演出）
- NOBLESSE -ノブレス-（監督・絵コンテ・演出）

2021年
- アイ★チュウ（絵コンテ・演出）

2022年
- 阿波連さんははかれない（総監督・絵コンテ）
- CUE!（絵コンテ・演出）
- 東京ミュウミュウ にゅ〜♡（絵コンテ・演出）

2023年
- ノケモノたちの夜（監督・脚本・音響監督）
- 僕らの雨いろプロトコル（総監督・シリーズ構成・絵コンテ）

2025年
- メダリスト（第1期、監督）

2026年
- メダリスト（第2期、監督）

時期未定
- 勇者パーティーにかわいい子がいたので、告白してみた。（総監督）

### 劇場アニメ
1998年
- クレヨンしんちゃん 電撃!ブタのヒヅメ大作戦 （動画）
- 劇場版ポケットモンスター ミュウツーの逆襲 （動画）

1999年
- クレヨンしんちゃん 爆発!温泉わくわく大決戦 （動画）

2000年
- ああっ女神さまっ （動画）

2001年
- クレヨンしんちゃん 嵐を呼ぶ モーレツ!オトナ帝国の逆襲 （動画）

2004年
- それいけ!アンパンマン 夢猫の国のニャニイ （原画）
- それいけ!アンパンマン つきことしらたま〜ときめきダンシング〜（原画）

2005年
- あらしのよるに （原画）

### OVA
1998年
- 放課後恋愛クラブ -恋のエチュード- （動画） ※18禁

2012年
- 侵略!!イカ娘 （絵コンテ・演出）

2018年
- 怪獣娘（黒）〜ウルトラ怪獣擬人化計画〜（監督・絵コンテ・演出・音響監督）

### Webアニメ
2021年
- 終末のワルキューレ（絵コンテ・演出）

2022年
- コタローは1人暮らし（絵コンテ・演出）